# Sender Berchtesgaden
Im Gemeindegebiet Schönau am Königssee steht der Sender Berchtesgaden der Deutschen Funkturm, der vom Bayerischen Rundfunk genutzt wird. Er verwendet einen 51,47 Meter hohen Betonturm, der im September 1993 errichtet wurde. Das Sendegebiet ist der Markt Berchtesgaden, die nähere Umgebung von Schönau und der nördliche Königssee.
Am Mast des Senders sind außerdem die beiden Monitorempfänger der GALILEO Test- und Entwicklungsumgebung angebracht.

## Frequenzen und Programme

### Analoger Hörfunk (UKW)
| Programm               | Regionalprogramm | Frequenz  | Strahlungsleistung (ERP) | RDS PS                  |
| ---------------------- | ---------------- | --------- | ------------------------ | ----------------------- |
| Bayern 1               | Oberbayern       | 90,4 MHz  | 0,3 kW                   | BAYERN_1 bzw. B1_OBB___ |
| Bayern 2               | -                | 96,9 MHz  | 0,3 kW                   | Bayern_2                |
| Bayern 3               |                  | 94,2 MHz  | 0,3 kW                   | BAYERN_3                |
| BR-Klassik             |                  | 99,6 MHz  | 0,3 kW                   | BR-KLASS                |
| BR24                   |                  | 106,4 MHz | 0,3 kW                   | BR24____                |
| Deutschlandfunk        |                  | 91,6 MHz  | 0,1 kW                   | __Dlf___                |
| Deutschlandfunk Kultur |                  | 103,4 MHz | 0,1 kW                   | Dlf_Kult                |

### Analoges Fernsehen (PAL)
Vor der Umstellung auf DVB-T diente der Sendestandort weiterhin für analoges Fernsehen.
| Kanal | Frequenz (MHz) | Programm                                   | ERP (kW) | Sendediagramm rund (ND)/ gerichtet (D) | Polarisation horizontal (H)/ vertikal (V) |
| ----- | -------------- | ------------------------------------------ | -------- | -------------------------------------- | ----------------------------------------- |
| 24    | 495,25         | ZDF                                        | 0,01     | D                                      | H                                         |
| 56    | 751,25         | Bayerisches Fernsehen (Schwaben/Altbayern) | 0,01     | D                                      | H                                         |